# Stealth
Prin tehnologie stealth se înțeleg o serie de contramăsuri pentru evitarea detectării avioanelor, rachetelor și navelor militare.
Tehnologiile urmăresc să le facă puțin vizibile (ideal invizibile) în domeniile:
Radar
Este cel mai important domeniu. Invizibilitatea radar se obține prin așa-zisa reducere a secțiunii tranversale echivalente:
- Forme care reflectă puțin undele electromagnetice din spectrul folosit de radare (forme cu o anumită curbură).
- Forme care reflectă undele radar concentrat în anumite direcții (suprafețe plane, derive înclinate etc).
- Evitarea formelor care reflectă undele radar ca o oglindă perfectă (colțuri cave tridimensionale, de exemplu guri de admisie a aerului în motoare.
- Metalizarea geamurilor, pentru ca undele radar să nu se reflecte de cavitățile interioare.
- Materiale care nu reflectă undele radar (plastice, compozite).
- Materiale care absorb undele radar (vopsele pe bază de ferite).
- Contramăsuri radar active (emisii de bruiaj).
- Planificarea misiunilor la LO-HI-LO, adică cu pătrundere și retragere la o altitudine cât mai joasă, unde relieful ecranează radarele. Această ultimă măsură este ineficientă dacă adversarul dispune de radare ambarcate pe avioane care patrulează la mare înălțime.

Infraroșu
Jetul generat de motoare degajă o mare cantitate de căldură. Pentru dreducerea semnăturii termice (în infraroșu) trebuie ca această căldură să fie cât mai mică, ceea ce se obține prin:
- Motoare de putere redeusă, fără postcombustie, ceea ce limitează mult viteza de zbor (la B-2 Spirit la sub 800 km/h).
- Așezarea duzelor de evacuare a gazelor deasupra fuzelajului, peste suprafețe care au rolul de a ascunde gazele de senzorii infraroșu de la sol, până când acestea se amestecă cu aerul rece. (Vezi B-2)
- Raport de diluție mare a gazelor de ardere.
- Planificarea misiunilor sub pătura de nori, altfel avionul este detectabil din satelit, de cei ce dispun de asemenea tehnologie.

Rachetele, mai ales cele intercontinentale, degajă o căldură mult prea mare pentru a putea spera să rămână nedetectate.
Vizibil
Problema nu este rezolvată satisfăcător, invizibilitatea în spectrul vizibil fiind obținută numai pe timp de noapte, ceea ce limitează disponibilitatea la misiuni de noapte. Măsuri:
- Vopsire în culori întunecate.

Zgomot
Reducerea semnăturii sonore produsă de motoare conduce la măsuri asemănătoare cu cele pentru reducerea semnăturii termice.
Vapori de apă
Trebuie evitată formarea dârelor de condensare. Particulele de carbon eliminate de motoare sunt centre de condensare a umidității atmosferice, Măsuri:
- Planificarea misiunilor la înălțimi mici, unde aerul nu este saturat cu vapori de apă.
- Motoare de puteri mici, care ele înseși să nu elimine mulți vapori proveniți din arderea hidrogenului din hidrocarburile din combustibil.

Dârele de vapori sunt și ele detectabile din satelit.
Dioxid de carbon
Dârele de dioxid de carbon, provenit din arderea carbonului din hidrocarburile din combustibil, evacuate din motoare în jeturile de gaze de ardere sunt detectabile din satelit.
Fum
Particulele solide conținute în gazele de ardere evacuate din motoare sunt centre de condensare ale umidității atmosferice. Măsuri:
- Motoare cât mai performante din punct de vedere al arderii complete din punct de vedere chimic (ardere perfectă).

## Concluzii
Tehnologiile stealth sunt relativ eficiente pentru evitarea detecției prin radar și, împreună cu celelalte măsuri, asigură mari șanse de succes împotriva unui adversar dotat normal, însă nu sunt eficiente împotriva unui adversar care dispune de teledetecție prin satelit.
În general nu se poate obține și viteză, și capacitate de încărcare, și invizibilitate.
- La F-117 sunt limitate viteza, ca urmare capacitatea de luptă aer-aer, supraviețuire în caz de observare și capacitatea de încărcare.
- La F-22 Raptor (foarte performant de fapt) este limitată capacitatea de încărcare.
- La B-2 Spirit este limitată viteza și, în caz de observare, capacitatea de supraviețuire.